# Радужница волосистая
Радужница волосистая (лат. Donacia cinerea) — вид жуков-листоедов из подсемейства радужниц. Распространён в Европе, на Кавказе, Турции, Иране, на юге Западной Сибири, в Казахстане и Узбекистане.

## Описание
Имаго длиной 7—12 мм. Тело медно-красное, редко бронзово-зелёное; все тело покрывают серебристо-серые волоски. Данный вид характеризуется следующими признаками:
- третий членик усиков лишь в 11/2 раза длиннее второго;
- точечные бороздки надкрылий очень мелкие.

## Экология
Жуки кормятся на листьях растений (ежеголовника, рогоза, тростника и осоки), которые нависают над водой. Жуки делают надгрыз на листе в виде небольшой ямки, которую потом удлиняют. Они могут питаться как с передней стороны так и обратной стороны листа. Личинки развиваются на корнях рогоза широколиственного и рогоза широколиственного.